# Grupa Karme
Grupa Karme – grupa nieregularnych księżyców Jowisza, poruszających się ruchem wstecznym, po orbitach o inklinacji zbliżonej do 165°.

## Charakterystyka grupy

Księżyce nieregularne Jowisza; grupa Karme znajduje się poniżej osi i=0, razem z grupami Ananke i Pazyfae.

Grupa Karme. Na osiach odłożone są odpowiednio: odległość od Jowisza w Gm oraz inklinacja orbity. Wielkość kółek reprezentuje względne rozmiary księżyców.

Grupa ta jest bardzo zwarta, obejmuje satelity o podobnej, czerwonawej barwie powierzchni (wskaźniki barwy: B-V= 0,76 i V-R= 0,47; wyjątkiem jest tu Kalyke, zdecydowanie czerwieńsza od pozostałych), podobnej do planetoid klasy D. Niewielki rozrzut parametrów orbitalnych oraz jednorodność widmowa wskazuje, że grupa może być pozostałością po kolizji, która wybiła część materiału z Karme (która zawiera w sobie wciąż 99% pierwotnej masy). Sama Karme mogła być przechwyconą przez Jowisza planetoidą z rodziny Hildy, bądź trojańczykiem.
Satelity z grupy Karme mają:
- wielkie półosie orbit w zakresie 22,9–24,0 Gm
- mimośród w zakresie 0,245–0,272
- inklinację w zakresie 164,9–165,5
- do 46 km średnicy

W zestawieniu nie uwzględniono wstępnych parametrów orbit dla nienazwanych jeszcze księżyców, które mogą należeć do tej grupy.

## Księżyce
Do grupy tej należą (w kolejności od Jowisza):
- Arche
- Pasithee
- Herse
- Chaldene
- Kale
- Isonoe
- Aitne
- Erinome
- Taygete
- Karme
- Kalyke
- Eukelade
- Kallichore

Oraz najprawdopodobniej: S/2003 J 10, S/2003 J 9, S/2003 J 5, S/2003 J 19 i S/2010 J 1. Aby to potwierdzić, potrzebne jest jednak dokładniejsze wyznaczenie parametrów ich orbit.
Międzynarodowa Unia Astronomiczna (IAU) rezerwuje nazwy pochodzące z mitologii greckiej, kończące się na „-e” dla księżyców Jowisza krążących po orbitach wstecznych.